# Vite bruciate
Vite bruciate (In the Line of Duty: Blaze of Glory) è un film per la televisione del 1997 diretto da Dick Lowry.

## Trama
L'ex marine e agente della polizia Jeff Erikson inizia una nuova vita incontrando Jill, che gestisce una libreria, finché non decidono di diventare criminali in stile Bonnie e Clyde. Imparando sul lavoro nel modo più duro, Jeff diventa famoso grazie alla copertura mediatica, nonostante la sua tendenza a compiere crimini. L'agente dell'FBI Tom LaSalle, ha difficoltà a eliminare i sospetti e a seguirne le tracce.